# Alberto Castellanos (músico)
Victorio Alberto Castellano, conocido artísticamente como Alberto Castellanos (n. Buenos Aires, 13 de febrero de 1892; m. Buenos Aires, 23 de septiembre de 1959), fue un destacado músico argentino, compositor, director de orquesta, arreglador y pianista. Es mundialmente conocido por haber sido el musicalizador que acompañó a Carlos Gardel en las películas que este último filmó en Estados Unidos. 

## Biografía
Victorio Alberto Castellano, nació en Buenos Aires en el seno de una familia de padre y madre inmigrantes italianos. Su padre y dos de sus hermanos fueron músicos. Desde niño estudió piano con Luis Romaniello, violín con Roberto Torterolo y composición con Constantino Gaito. Siendo adolescente formó una orquesta clásica con los hermanos Astor y Remo Bolognini. En 1910 integró como pianista la orquesta de René Bathón que acompañó al ballet ruso de Serge Diaghileff, encabezado por Nijinsky, en Buenos Aires y Montevideo.
En 1918 se casó con la concertista de violín Esther Larroque. Entre 1919 y 1922  acompañó como pianista a la bailarina rusa Ana Pavlova en sus presentaciones en Buenos Aires. En 1922 fue pianista de la orquesta de Francisco Lomuto en el Mar del Plata. Ese mismo año la discográfica de Max Glücksmann lo contrató para dirigir una orquesta clásica para grabar y tocar durante proyecciones de cine mudo, integrada también por Remo Bolognini y Juan José Castro en violines, José María Castro en chelo, Martucci en flauta, Alberico Spátola en clarinete y Goldstein en trompeta.
En 1928 y 1929 fue pianista de la orquesta de Francisco Canaro cuando Luis Riccardi no podía hacerlo. En 1929 formó su propia orquesta típica con la que grabó algunos discos y hasta 1932, fue director artístico de los discos Columbia Phonograph y dirigió la Orquesta Típica Columbia.
En marzo de 1933 formó un conjunto de diez músicos con él al piano para acompañar a Carlos Gardel en la grabación de "Estudiante", "Cuando tú no estás" y "Por tus ojos negros" y un quinteto con Remo Bolognini y Hugo Mariani en violines, José María Castro en chelo y Humberto Di Tata en contrabajo, para grabar con Gardel "Noches de Atenas". Mariani al año siguiente llevaría a Gardel a Nueva York, y este le pidió a Castellanos que lo acompañara como asesor musical. 
En Nueva York, Castellanos, junto a Terig Tucci, influyeron decisivamente para que Gardel cambiara su voz, extendiendo su registro hacia los bajos, para transformarse en barítono alto. En las películas Cuesta abajo y El tango en Broadway, fue director musical y acompañante de la orquesta de Terig Tucci. En los temas "Criollita decí que sí" y "Caminito soleado", cantados por Gardel, Castellanos interpreta el piano junto a las guitarras de Miguel Cáceres y Agustín Cornejo. También toca el piano en la orquesta de Terig Tucci en las canciones "Mi Buenos Aires querido", "Cuesta abajo", "Golondrinas", "Soledad", "Amores de estudiante" y "Rubias de New York".
A fines de 1935 volvió a la Argentina a visitar a su familia y por esa razón no acompañó a Gardel en la gira latinoamericana durante la cual se produjo el accidente de avión en el que falleció.
Se vinculó con Radio El Mundo al inaugurarse en 1935 y trabajó allí durante muchos años.
Entre las canciones que compuso se destacan los tangos "Ausencia", con letra de Mario Gomila y "Nuestra casita", con letra de Francisco Mitjana Corney; "Muñeca de mi corazón" y "Saudades", con el mismo autor; "Dulce prenda", con letra de Enrique Maroni; la ranchera "Príncipe de Gales", con letra de Luis Franco; y "Viejo tiempo".
Enfermó en 1957 y falleció en Buenos Aires en 1959.